# Ronde van Frankrijk 2024/Achttiende etappe
De achttiende etappe van de Ronde van Frankrijk 2024 was een heuvelrit met een lengte van 179,5 kilometer. De etappe werd verreden op 18 juli met start in Gap en eindigde in Barcelonnette.

## Parcours
Vijf heuvels van derde categorie stonden op het menu tijdens de achttiende etappe met 3.100 hoogtemeters. Genoeg ingrediënten om er een leuke wedstrijd van de maken voor vluchters door de departementen Hautes-Alpes en Alpes-de-Haute-Provence, met een passage langs het Meer van Serre-Ponçon.

## Verloop
Victor Campenaerts (32) heeft de achttiende rit in de Tour op zijn naam geschreven. De Lotto Dstny renner klopte medevluchters Vercher en Kwiatkowski in een spurt met drie. Voor de voormalige werelduurrecordhouder was dit zijn mooiste overwinning uit zijn carrière. In de achtergrond wint Toms Skujinš op 22 seconden de spurt om de vierde plaats, Van Aert eindigde als negende. Daarmee zorgde hij voor de vijfde Belgische ritwinst in deze Ronde van Frankrijk. Voor Lotto-Dstny was het de eerste sinds Caleb Ewan in Poitiers 2020.
Het peloton dat een rustig dagje nam, bolde binnen op meer dan 10 minuten van de winnaar.Het Tourpeloton was in Gap even groot als de vorige rit in Superdévoluy. We vertrokken met 145 renners, of 31 minder dan bij de start in Florence.
| Gap (Hautes-Alpes) – Barcelonnette (179,5 km) |                    |                         |          |
| Plaats                                        | Naam               | Ploeg                   | Tijd     |
| 1                                             | Victor Campenaerts | Lotto Dstny             | 4u10'20" |
| 2                                             | Mattéo Vercher     | TotalEnergies           | z.t.     |
| 3                                             | Michal Kwiatkowski | INEOS Grenadiers        | z.t.     |
| 4                                             | Toms Skujiņš       | Lidl-Trek               | + 22"    |
| 5                                             | Oier Lazkano       | Movistar Team           | z.t.     |
| 6                                             | Bart Lemmen        | Team Visma-Lease a Bike | z.t.     |
| 7                                             | Krists Neilands    | Israel-Premier Tech     | z.t.     |
| 8                                             | Jai Hindley        | BORA-hansgrohe          | z.t.     |
| 9                                             | Wout Van Aert      | Team Visma-Lease a Bike | + 37"    |
| 10                                            | Michael Matthews   | Team Jayco AlUla        | z.t.     |

 –  Romain Grégoire was de strijdlustigste renner van de achttiende etappe.

## Klassementen

### Algemeen klassement
| Algemeen klassement (gele trui) |                   |                         |           |
| Plaats                          | Naam              | Ploeg                   | Tijd      |
| Gele trui                       | Tadej Pogačar     | UAE Team Emirates       | 74u45'27" |
| 2                               | Jonas Vingegaard  | Team Visma-Lease a Bike | + 3'11"   |
| 3                               | Remco Evenepoel   | Soudal Quick-Step       | + 5'09"   |
| 4                               | João Almeida      | UAE Team Emirates       | + 12'57"  |
| 5                               | Mikel Landa       | Soudal Quick-Step       | + 13'24"  |
| 6                               | Carlos Rodríguez  | INEOS Grenadiers        | + 13'30"  |
| 7                               | Adam Yates        | UAE Team Emirates       | + 15'41"  |
| 8                               | Giulio Ciccone    | Lidl-Trek               | + 17'51"  |
| 9                               | Derek Gee         | Israel-Premier Tech     | + 18'15"  |
| 10                              | Santiago Buitrago | Bahrain-Victorious      | + 18'35"  |

### Puntenklassement
| Puntenklassement (groene trui) |                  |                    |        |
| Plaats                         | Naam             | Ploeg              | Punten |
| Groene trui                    | Biniam Girmay    | Intermarché-Wanty  | 387    |
| 2                              | Jasper Philipsen | Alpecin-Deceuninck | 354    |
| 3                              | Bryan Coquard    | Cofidis            | 188    |
| 4                              | Anthony Turgis   | TotalEnergies      | 163    |
| 5                              | Arnaud De Lie    | Lotto Dstny        | 161    |

### Bergklassement
| Bergklassement (bolletjestrui) |                  |                         |        |
| Plaats                         | Naam             | Ploeg                   | Punten |
| Bolletjestrui                  | Tadej Pogačar    | UAE Team Emirates       | 77     |
| 2                              | Jonas Vingegaard | Team Visma-Lease a Bike | 58     |
| 3                              | Remco Evenepoel  | Soudal Quick-Step       | 42     |
| 4                              | Oier Lazkano     | Movistar Team           | 36     |
| 5                              | Richard Carapaz  | EF Education-EasyPost   | 37     |

### Jongerenklassement
| Jongerenklassement (witte trui) |                   |                         |           |
| Plaats                          | Naam              | Ploeg                   | Tijd      |
| Witte trui                      | Remco Evenepoel   | Soudal Quick-Step       | 74u50'36" |
| 2                               | Carlos Rodríguez  | INEOS Grenadiers        | + 8'21"   |
| 3                               | Santiago Buitrago | Bahrain Victorious      | + 13'26"  |
| 4                               | Matteo Jorgenson  | Team Visma-Lease a Bike | + 17'09"  |
| 5                               | Ben Healy         | EF Education-EasyPost   | + 37'13"  |

### Ploegenklassement
| Ploegenklassement |                         |            |
| Plaats            | Ploeg                   | Tijd       |
|                   | UAE Team Emirates       | 224u41'24" |
| 2                 | Team Visma-Lease a Bike | + 27'57"   |
| 3                 | INEOS Grenadiers        | + 52'14"   |
| 4                 | Soudal Quick-Step       | + 59'21"   |
| 5                 | Lidl-Trek               | + 1u29'03" |

1e etappe ·
2e etappe ·
3e etappe ·
4e etappe ·
5e etappe ·
6e etappe ·
7e etappe ·
8e etappe ·
9e etappe ·
10e etappe ·
11e etappe ·
12e etappe ·
13e etappe ·
14e etappe ·
15e etappe ·
16e etappe ·
17e etappe ·
18e etappe ·
19e etappe ·
20e etappe ·
21e etappe
Startlijst · Eindstanden · Afbeeldingen